# Tony D'Algy
Tony D'Algy est un acteur portugais né le 30 novembre 1896 à Luanda (Angola portugais), mort le 29 avril 1977 à Lisbonne (Portugal).

## Filmographie partielle
- 1924 : The Rejected Woman d'Albert Parker
- 1924 : Monsieur Beaucaire de Sidney Olcott
- 1924 : L'Hacienda rouge (A Sainted Devil) de Joseph Henabery
- 1926 : Le Balourd (The Boob) de William A. Wellman
- 1929 : Figaro de Tony Lekain et Gaston Ravel
- 1929 : La Femme rêvée de Jean Durand
- 1933 : Le Coq du régiment de Maurice Cammage
- 1943 : Misterio en la marisma de Claudio de la Torre
- 1947 : Le Lion de l'Estrela (en) (O Leão da Estrela) de Arthur Duarte (en)
- 1947 : Fado, histoire d'une chanteuse (pt) (Fado, História de uma Cantadeira) de Perdigão Queiroga
- 1949 : Si te hubieses casado conmigo (es) de Victor Tourjanski